# والي إدواردز
والي إدواردز (23 ديسمبر 1949 في أستراليا - )  (بالإنجليزية: Wally Edwards)‏ هو لاعب كريكت أسترالي. شارك مع منتخب أستراليا الوطني للكريكت. أما مع النوادي، فقد لعب مع فريق غرب أستراليا للكريكت ‏.

## وصلات خارجية
- والي إدواردز على موقع إي آس بي آن كريك إنفو (الإنجليزية)